# Novaliciana
Novaliciana (łac. Novalicianensis) – stolica historycznej diecezji w Cesarstwie rzymskim, w prowincji Mauretania Sitifense. Ruiny tego starożytnego miasta znajdują się w pobliżu współczesnego miasta Beni Fouda w Algierii. Obecnie katolickie biskupstwo tytularne. 

## Biskupi
| Lp. | Biskup                       | Funkcja                                                                      | Od                   | Do                   |
| --- | ---------------------------- | ---------------------------------------------------------------------------- | -------------------- | -------------------- |
| 1   | Joseph Gregory Vath          | biskup pomocniczy Mobile-Birmingham (USA)                                    | 4 marca 1966         | 29 września 1969     |
| 2   | Héctor Luis Lucas Peña Gómez | biskup pomocniczy Santiago de Cuba                                           | 12 stycznia 1970     | 8 stycznia 1979      |
| 3   | Achille Silvestrini          | sekretarz ds. relacji z państwami w Sekretariacie Stanu Stolicy Apostolskiej | 4 maja 1979          | 28 czerwca 1988      |
| 4   | Faustino Sainz Muñoz         | nuncjusz apostolski                                                          | 29 października 1988 | 31 października 2012 |
| 5   | Hubertus van Megen           | nuncjusz apostolski                                                          | 8 marca 2014         |                      |